# Museo Violeta Parra
El Museo Violeta Parra es un museo de arte y centro cultural ubicado en la comuna y ciudad de Santiago, Chile. Inaugurado el 4 de octubre de 2015, busca conservar y promover la obra de la artista chilena Violeta Parra.

## Características
Ubicado en la avenida Vicuña Mackenna 37, con acceso también por calle Ramón Corvalán 38, tiene en sus 1330 m², además de las salas dedicadas a la obra de Violeta, otros espacios para diversas actividades culturales, como talleres, conciertos y conferencias. El sitio donde se ha erigido el museo está «cargado de significación, porque fue ocupado durante 19 años por la compañía Gran Circo Teatro de Andrés Pérez, para montar sus obras; entre ellas, su exitosa La Negra Ester».
Fue diseñado por la dupla de arquitectos Cristián Undurraga y Ana Luisa Devés (Undurraga Devés Arquitectos). Undurraga señaló que en el futuro un paseo peatonal uniría al Museo Violeta Parra con el planeado Centro Cultural Argentino en honor a Mercedes Sosa:

«El nuevo pasaje peatonal propuesto se extenderá entre Vicuña Mackenna y la calle Ramón Corbalán Melgarejo, estableciendo una nueva conexión urbana con el parque San Borja. De esta manera, el Museo Violeta Parra se convertirá en la puerta de entrada de un circuito cultural tremendamente relevante para la ciudad de Santiago. A través del parque San Borja llegamos al GAM, luego cruzamos al Mavi, al Museo de Bellas Artes y, finalmente, al de Arte Contemporáneo (MAC). Me parece muy bonito que la figura de la Violeta sea quien abra este recorrido».
Cristián Undurraga.

La fachada principal está orientada hacia el sur y conformada por un cerramiento de doble vidrio con una cámara interior, dentro del cual se instaló un tejido de mimbre preparado especialmente para el edificio por artesanos de Chimbarongo. «Este tejido continuo, semitransparente, matiza el ingreso de luz indirecta al interior y da carácter a los espacios a lo largo de todo el recorrido. La fachada concilia dos cuestiones fundamentales: lo actual, con lo primitivo y artesanal; el tejido de mimbre y el vidrio como expresión de lo contemporáneo», agrega Cristián Undurraga.

## Historia

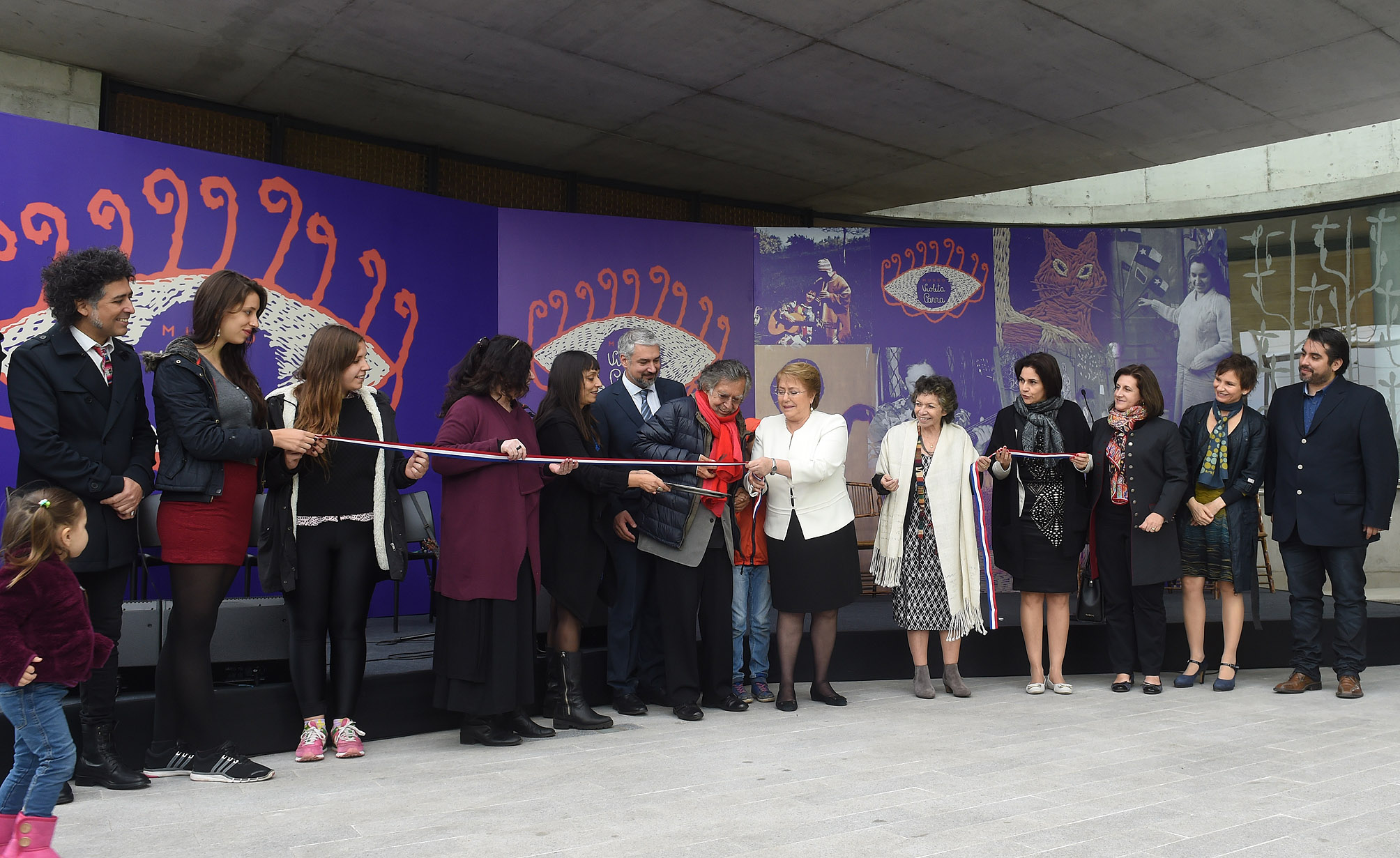
Inauguración del museo: Ángel Parra corta la cinta que sostiene la presidenta Bachelet.

El Museo Violeta Parra —inaugurado oficialmente por la entonces presidenta Michelle Bachelet el domingo 4 de octubre de 2015— abrió sus puertas al público general con varios años de retraso (en un principio, la inauguración debería haberse producido a fines de 2011). Su objetivo primordial es mostrar de forma permanente la obra de la artista, albergando sus arpilleras, óleos y obras en papel maché. La colección consta de 48 obras, entre donaciones y comodatos, pero se exhiben «solo 23, divididas en los dos grandes temas de Violeta Parra: lo humano y lo divino».
Gestionado por la Fundación Museo Violeta Parra, entidad creada para este propósito, el museo exhibe las arpilleras, esculturas, obras de papel maché y pinturas de la artista, además de documentación, fotos y material audiovisual. Tiene dos salas de exposición de unos 80 m² cada una, una sala audiovisual, otra didáctica, una biblioteca, una tienda, cafetería, oficinas y un auditorio con capacidad para 100 personas. El auditorio —financiado por la región francesa de la Isla de Francia, que donó $ 140 millones para su construcción— se llama Antar, en memoria del hijo de Tita Parra, el nieto de Isabel Parra fallecido en 2010.

«[Es] un alivio para Chile, para nuestra familia [...] Son tantos años de lucha por lograr un espacio digno para mi abuela. Nuestro país aún tiene importantes deudas con varios próceres nacionales, y Violeta estaba en esa lista escandalosa de postergación, hasta que se concretó este edificio, que no tiene nada que envidiarle a cualquier museo de punta del mundo. Como familia, estamos tremendamente emocionados con su arquitectura».
Ángel Parra.

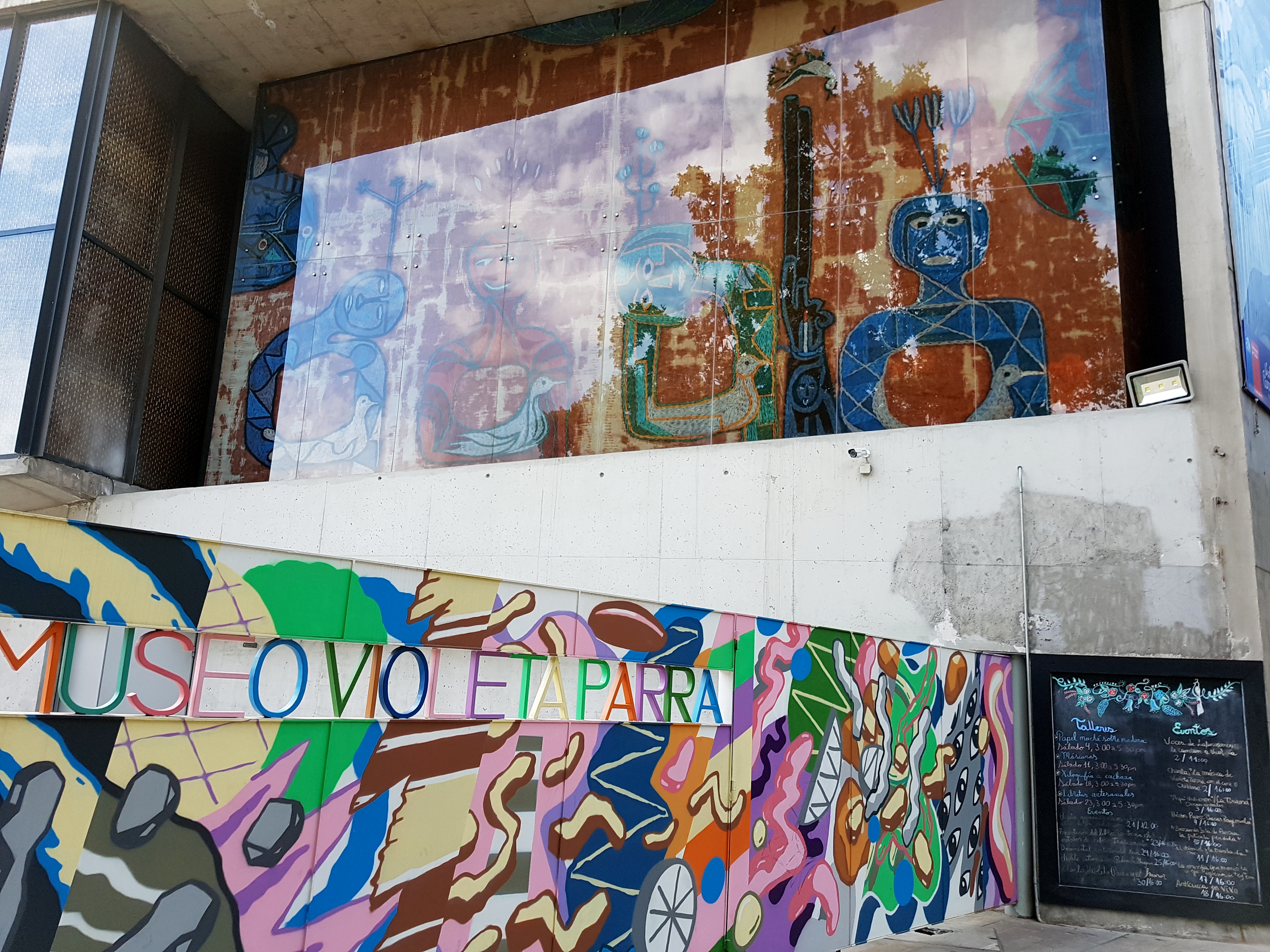
Acceso al museo por Vicuña Mackenna, con mural de Basco Vazco

El músico, académico y máster en museología Leonardo Mellado fue el primer director ejecutivo del Museo Violeta Parra. En septiembre de 2016 lo reemplazó Cecilia García-Huidobro, experta en gestión patrimonial.
En abril de 2017 el grafitero Basco Vazco (1983) realizó un mural de 18 metros de longitud en el portón de acceso por Vicuña Mackenna; la obra tiene como fin principal combatir los rayados, según explicó García-Huidobro; Paul Birke, de la galería Die Ecke, curador del proyecto, comentó por su parte que "como el edificio no muestra fachada hacia la calle, es difícil de visualizar e identificar, y el mural también ayuda a solucionar eso".
Por esas fechas se integró a la colección permanente la arpillera Combate Naval I (1964), que se había expuesto "por última vez hace 10 años en el Centro Cultural La Moneda", y desde entonces había permanecido guardada.
El 7 de febrero de 2020, alrededor de las 19 horas, estalló un incendio en el interior del museo después de que, según indicaron testigos citados por la policía, una de decena de encapuchados ingresara al edificio. Al menos 11 carros de bomberos de las comunas de Santiago centro y Ñuñoa, participaron en la liquidación de siniestro; a eso de las 20:17 las llamas habían sido apagadas. En el sector del auditorio los daños fueron "prácticamente totales", según declaró el primer comandante de bomberos, Gabriel Huerta. Las obras de Violeta no sufrieron daños ya que, en previsión de posibles actos de vandalismo en el marco de las protestas que vive Chile desde octubre de 2019, habían sido evacuadas semanas antes.
Mientras se repara el edificio del museo, las obras se preparan para su traslado al Centro de Extensión del Instituto Nacional para su exhibición.

## Recorrido

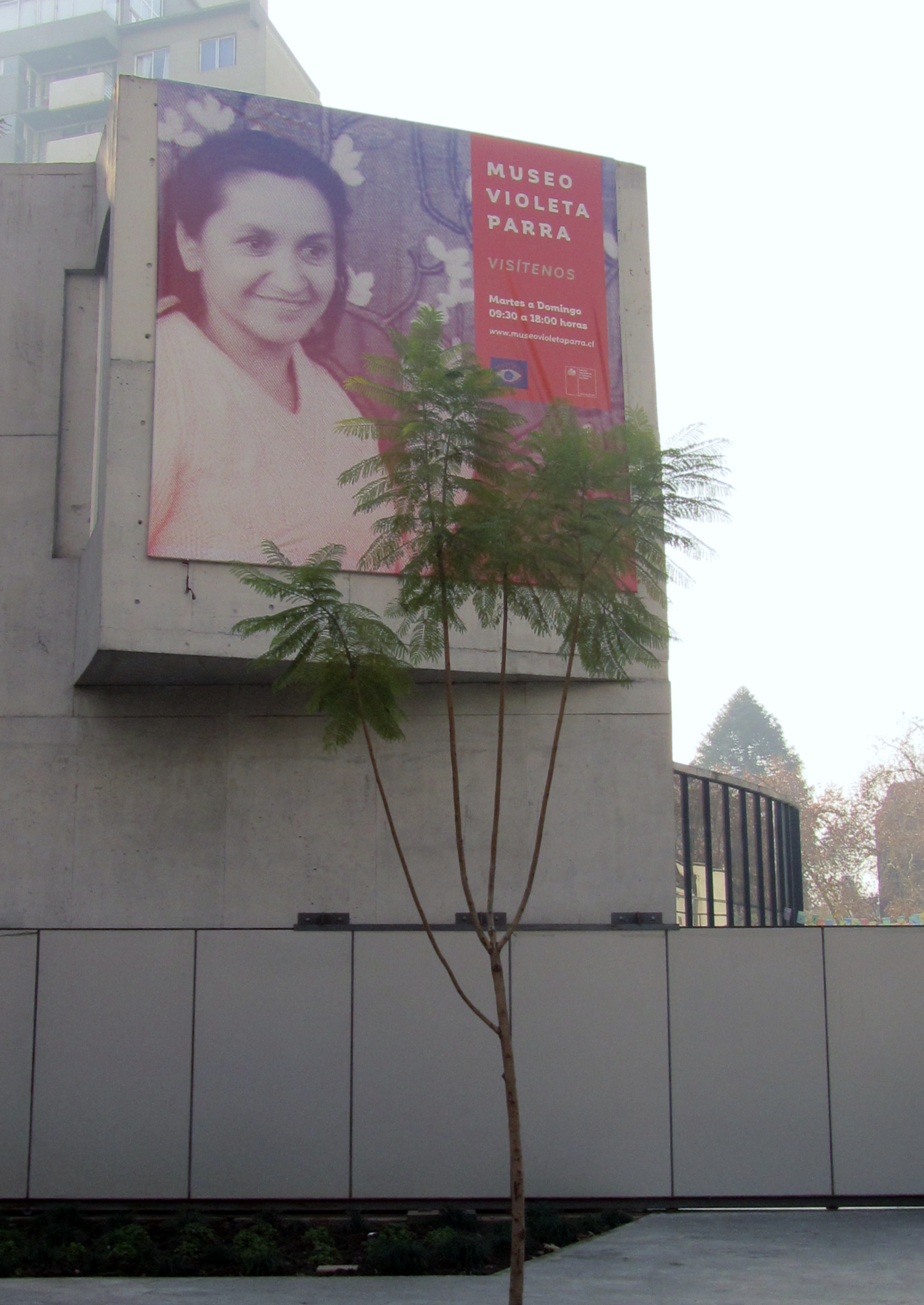
Acceso por calle Ramón Corvalán.

La muestra comienza en una rampa que lleva a la segunda planta de edificio diseñado por Cristián Undurraga, donde se encuentra una de las dos salas de exhibición con obras de Violeta Parra -la Humana-; la sala audiovisual; la educativa, con un ventanal que reproduce Contra la guerra, tela de 141,5x193 cm que bordó en 1962 y que también se halla expuesta, pero en la Sala Divina, en la primera planta. La rampa tiene grabada en las vigas de la derecha el poema de Nicanor Parra «Defensa de Violeta». 
En la Sala Humana se muestran obras que reflejan la relación de la cantautora con "las tradiciones populares y el mundo obrero y campesino" con "piezas que hablan de la importancia de la cueca, de su cercanía con el circo y de sus grandes amistades", entre otros temas. La Divina, en cambio, contiene obras relacionadas con la religiosidad y el mundo espiritual.
Aunque el museo tiene 48 obras visuales de Violeta Parra —telas bordadas, papel maché, óleos—, expone en esas dos salas solo 23. La idea era que fueran rotando; sin embargo, el catálogo, que puede descargarse desde la página oficial, contiene solo las expuestas cuando fue inaugurado y no la colección completa. Al inaugurarse, la Sala Humana mostraba siete obras: Afiche (tela bordada 98x66.5 cm) de la exposición en el Pavillon de Marsan del Museo de Artes Decorativas del Palacio del Louvre, París, 1964; El circo (tela bordada 122x211 cm, 1961); Thiago de Mello tela bordada 165 x 130 cm, 1960); La cueca (tela bordada 119.5x96 cm, 1962); El hombre (tela bordada 127x85 cm, 1962); Niños en fiesta (papel maché sobre madera prensada 58.5x99 cm, 1963-1965); y Regalo de Ginebra (óleo sobre tela 123.5x140 cm, 1964-1965).

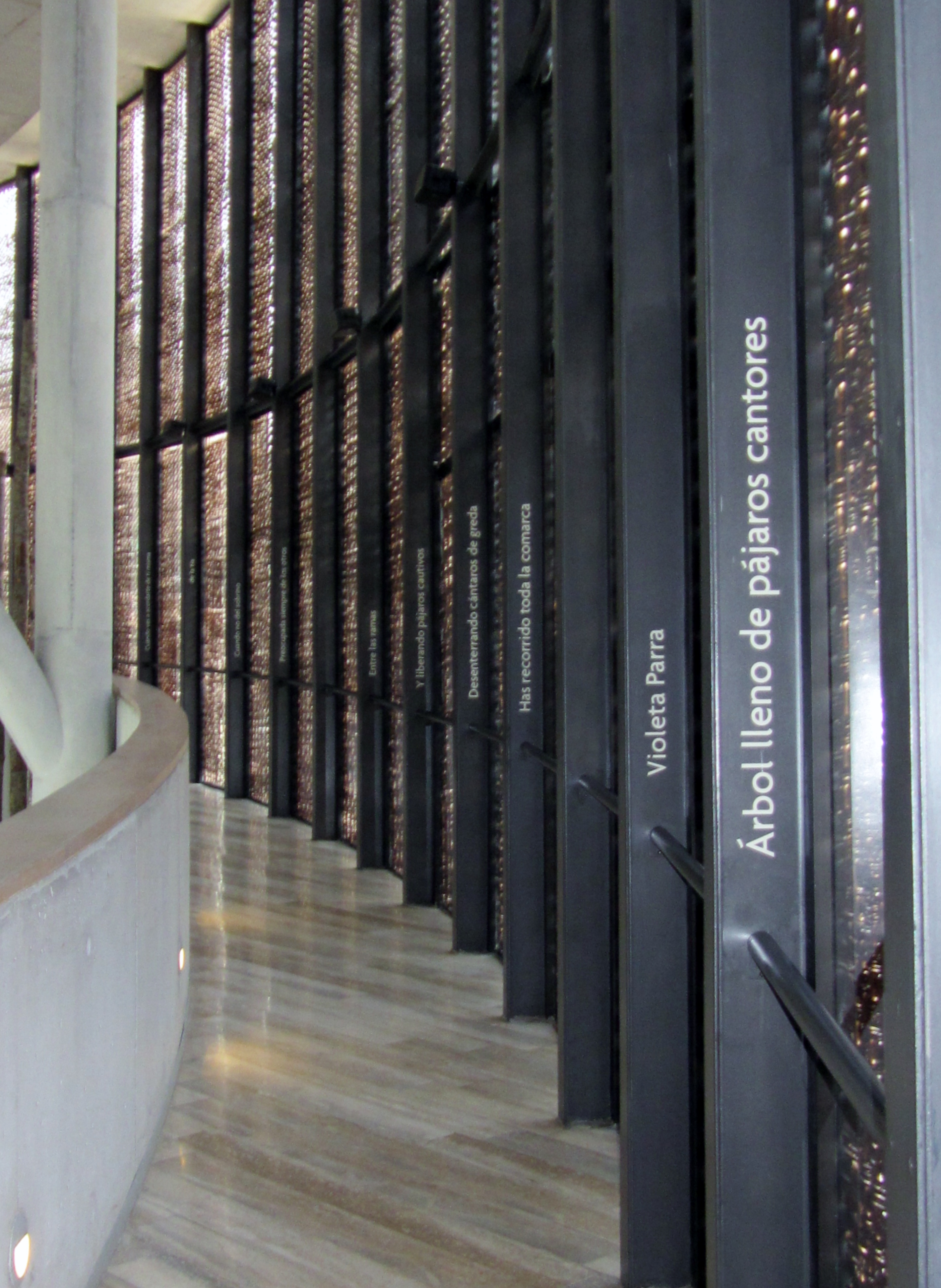
Rampa con poema Defensa de Violeta de Nicanor Parra.

La sala Divina contiene las otras 16: Cristo en bikini (tela bordada 161.5x125 cm, 1964); Velorio de angelito (óleo sobre tela 27x41 cm, 1964); Entierro en el campo (óleo sobre tela 27x41 cm, 1964); Entierro en la calle (óleo sobre madera prensada 49x66 cm, 1964); Esperando el ataúd I (óleo sobre madera prensada 25x47 cm, 1964); Esperando el ataúd II (técnica mixta 51.5x62 cm, 1964); Juicio final (óleo sobre madera prensada 59.5x88.5 cm, 1964-1965); Ascensión (papel maché sobre madera prensada 62.5x91 cm, 1963-1965); La cena (óleo sobre madera prensada 32x67 cm, 1964), la trilogía Leyenda del último rey inca compuesta por La hija curiosa (óleo sobre madera aglomerada 50x70 cm, 1964), Las tres hijas del rey lloran a su padre (óleo sobre madera prensada 31.3x45.3 cm, 1964) y Las tres hijas del rey depositan el corazón y los ojos de su padre en una vasija (óleo sobre madera prensada 31x45.5 cm, 1964); La niña del arpa (papel maché sobre madera prensada 45x80 cm, 1964-1965); La cantante calva (tela bordada 140x173 cm, 1960), Árbol de la vida (tela bordada 135x97.5 cm, 1963) y Contra la guerra (tela bordada 141.5x193 cm, 1962). 
El museo cuenta asimismo con un Bosque Sonoro, instalación que permite a los visitantes escuchar la música de la cantautora a través de troncos sonorizados; el café Run-Run, con una terraza que da al jardín interior; la sala Antar, auditorio con capacidad para 100 personas bautizado en memoria del hijo de Tita Parra, el nieto de Isabel Parra fallecido en 2010, donde se celebran diversas actividades como conciertos, espectáculos musicales y charlas. También tiene una tienda con reproducciones, libros y recuerdos relacionados con Violeta Parra, así como una biblioteca.

## Galería

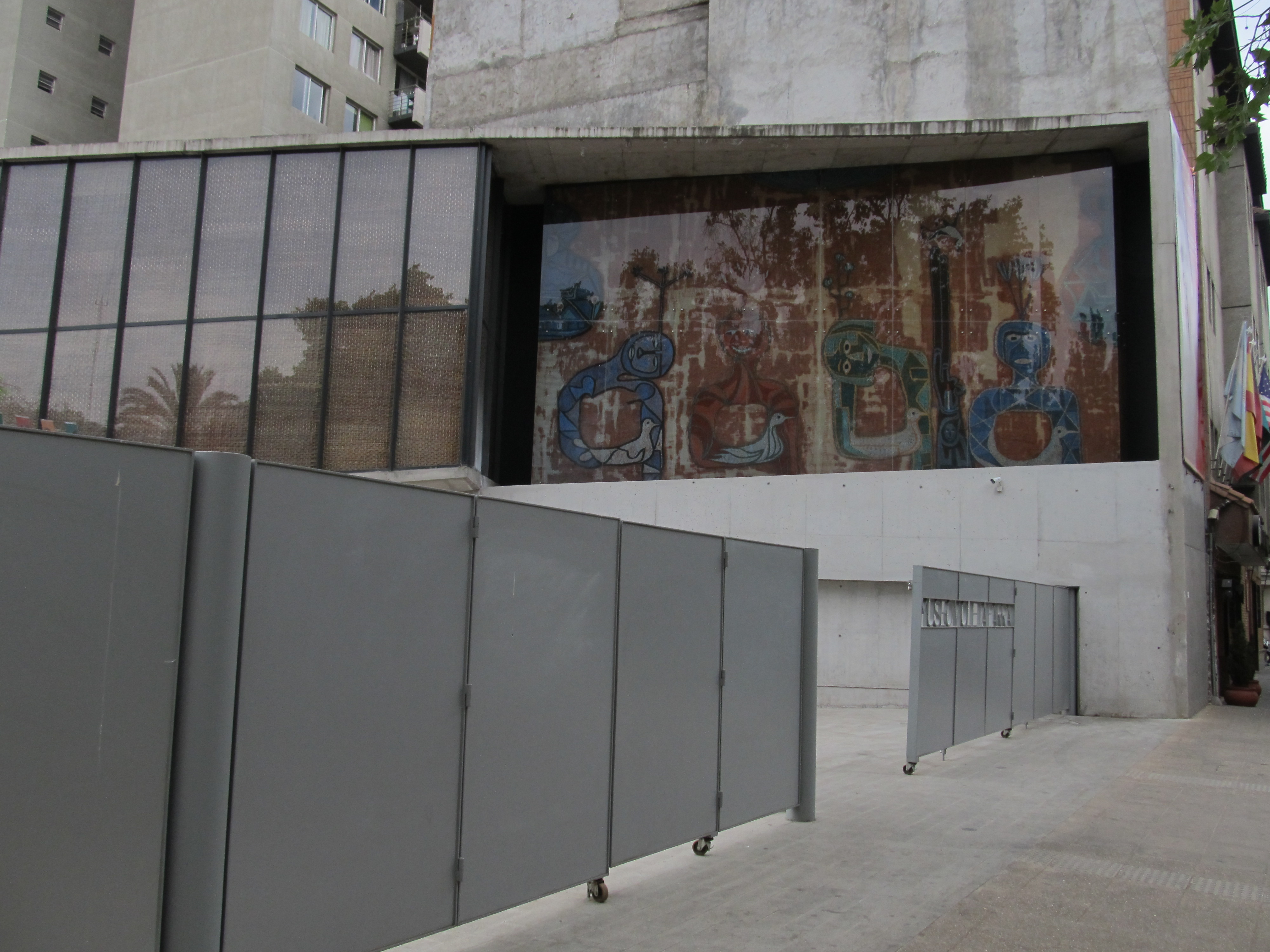
Acceso por Vicuña Mackenna, 2016
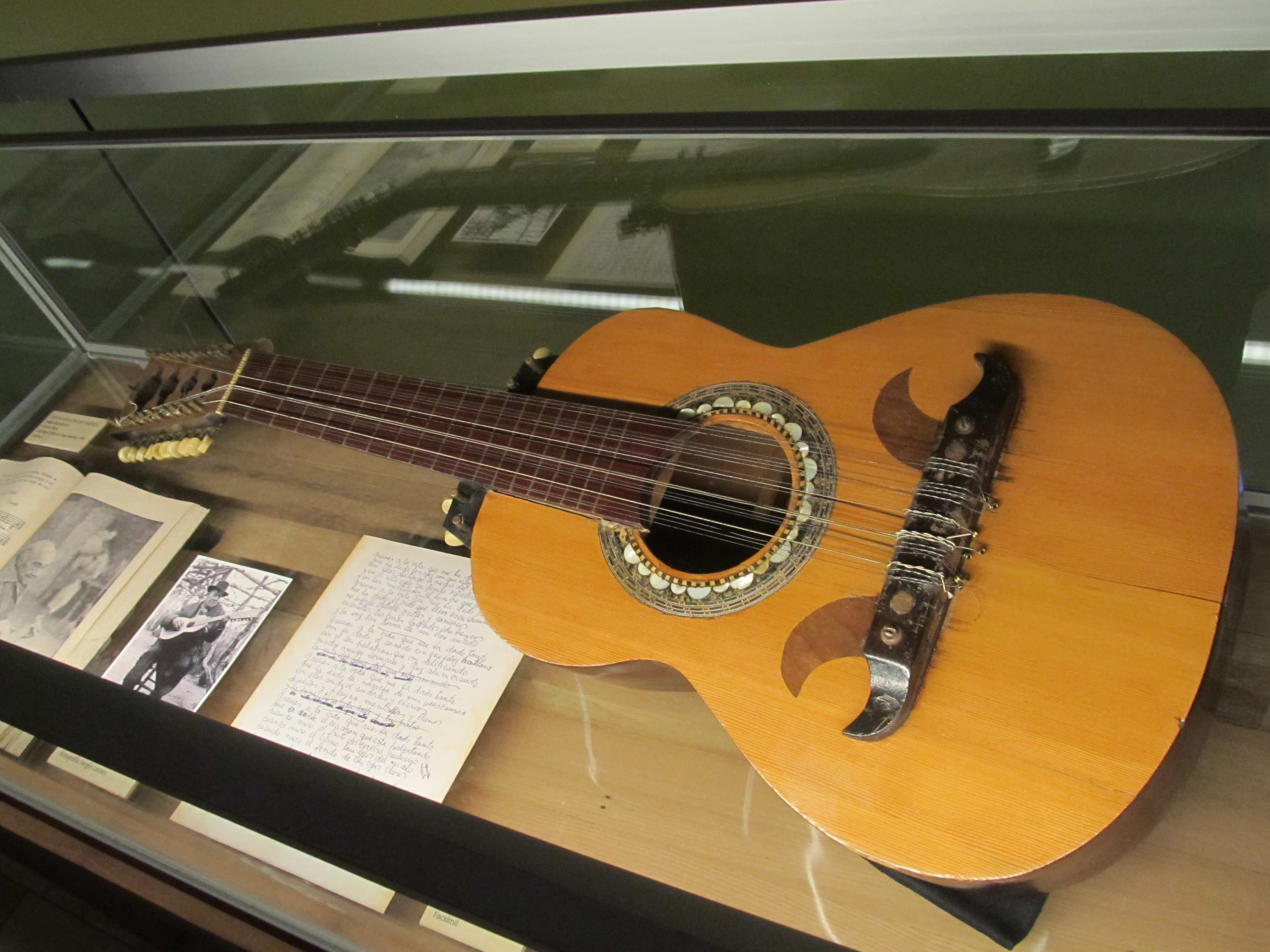
Vitrina con el guitarrón de Violeta
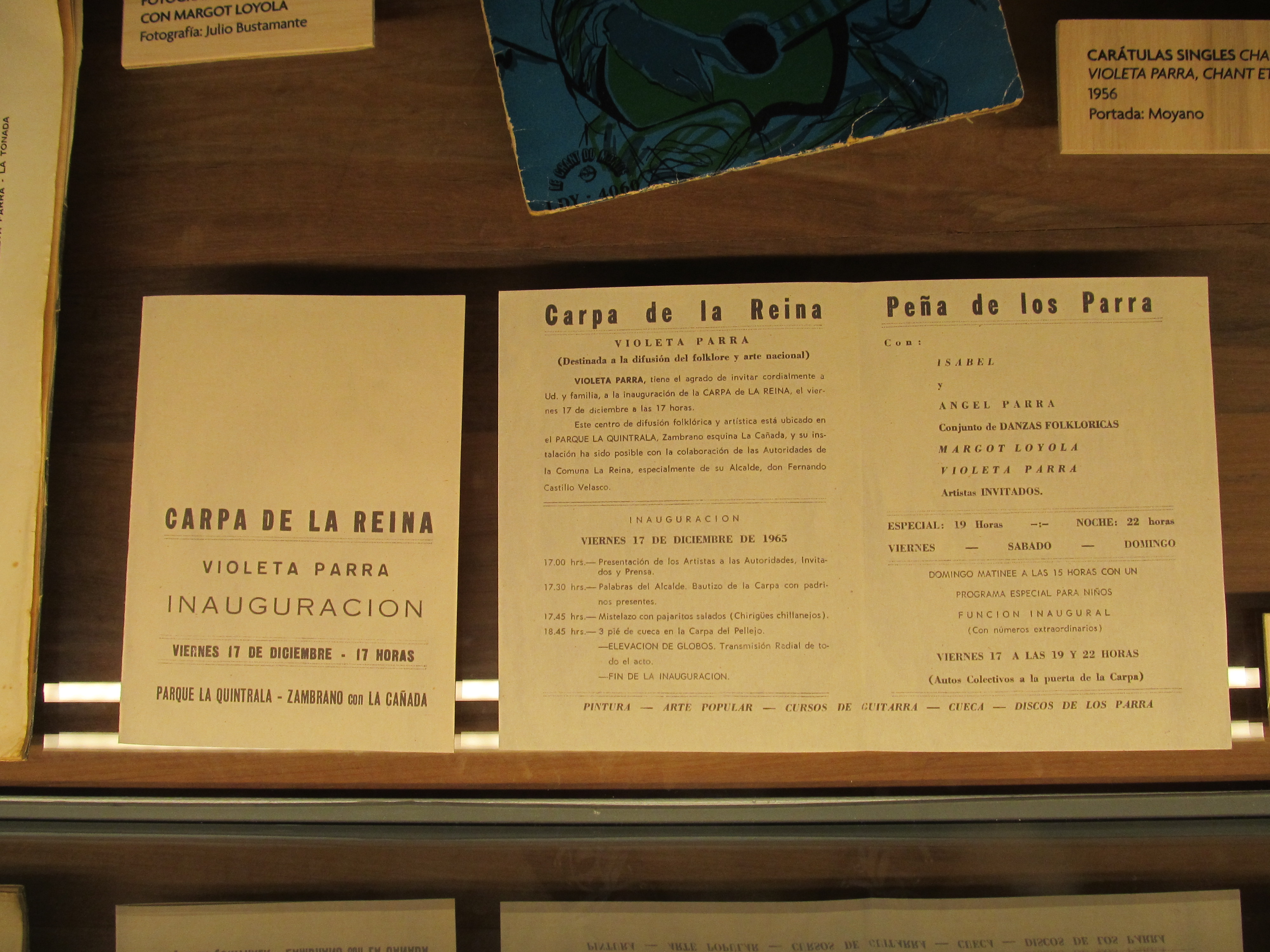
Inauguración de la carpa de La Reina
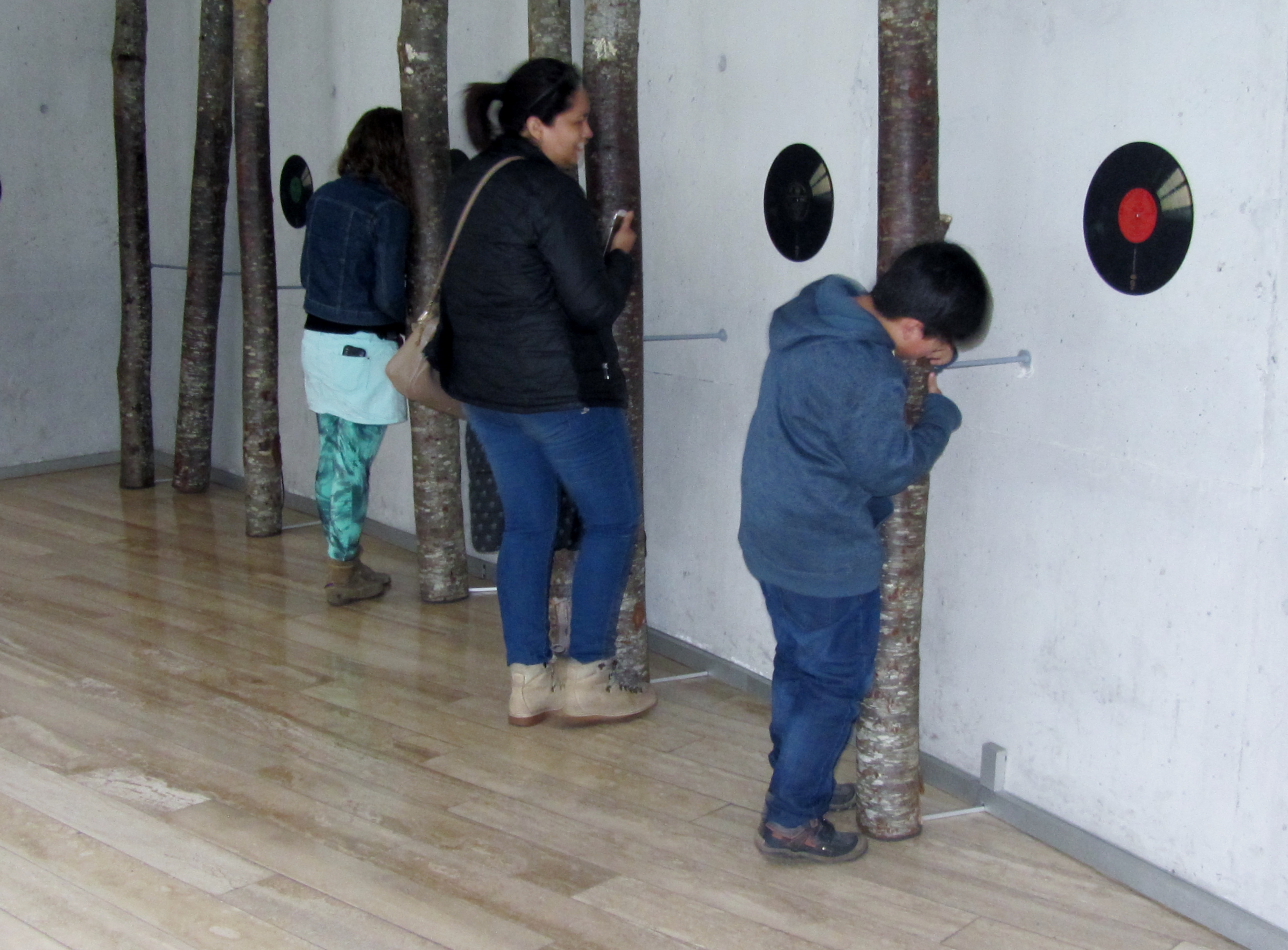
Bosque Sonoro
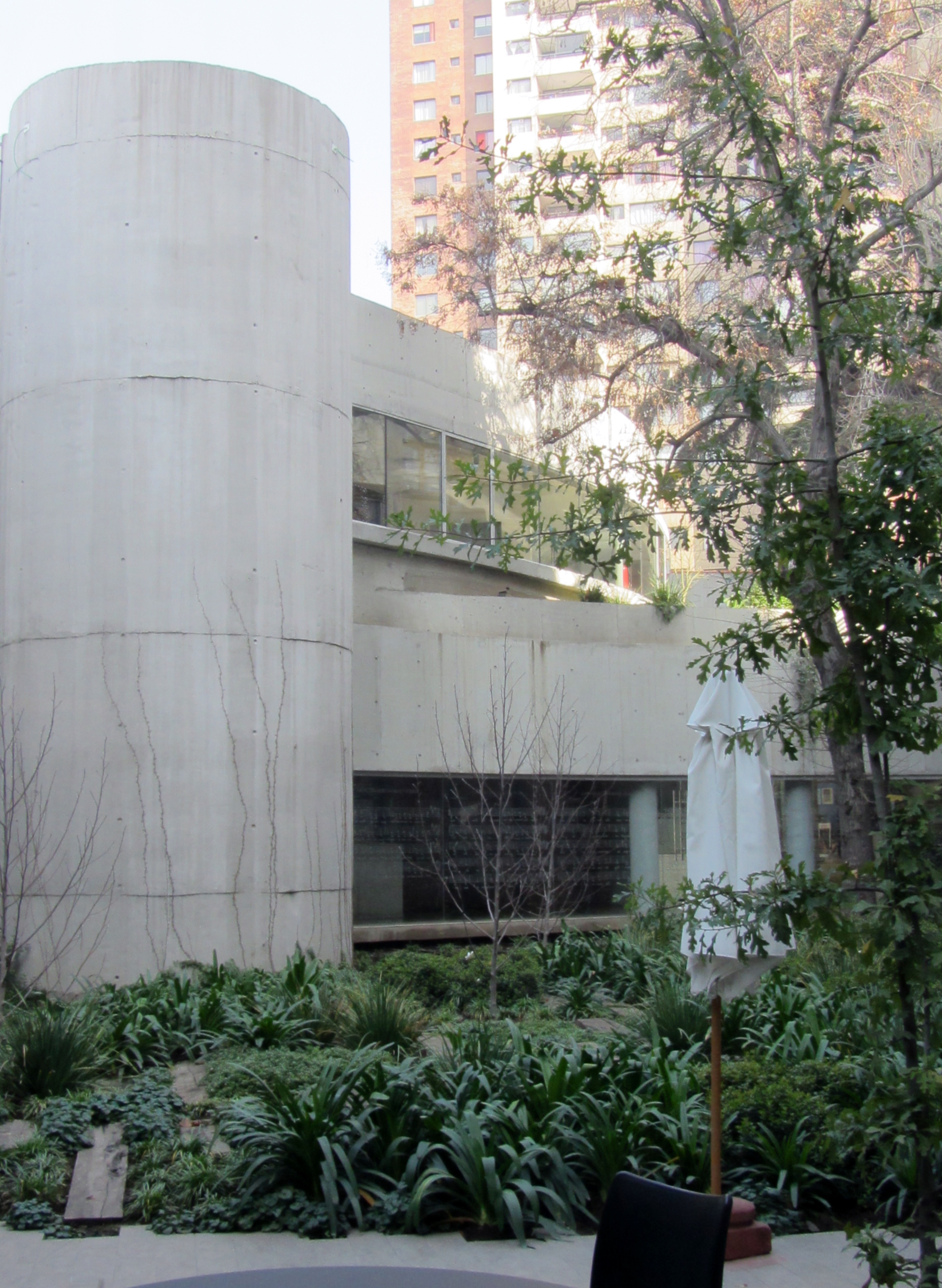
Jardín interior
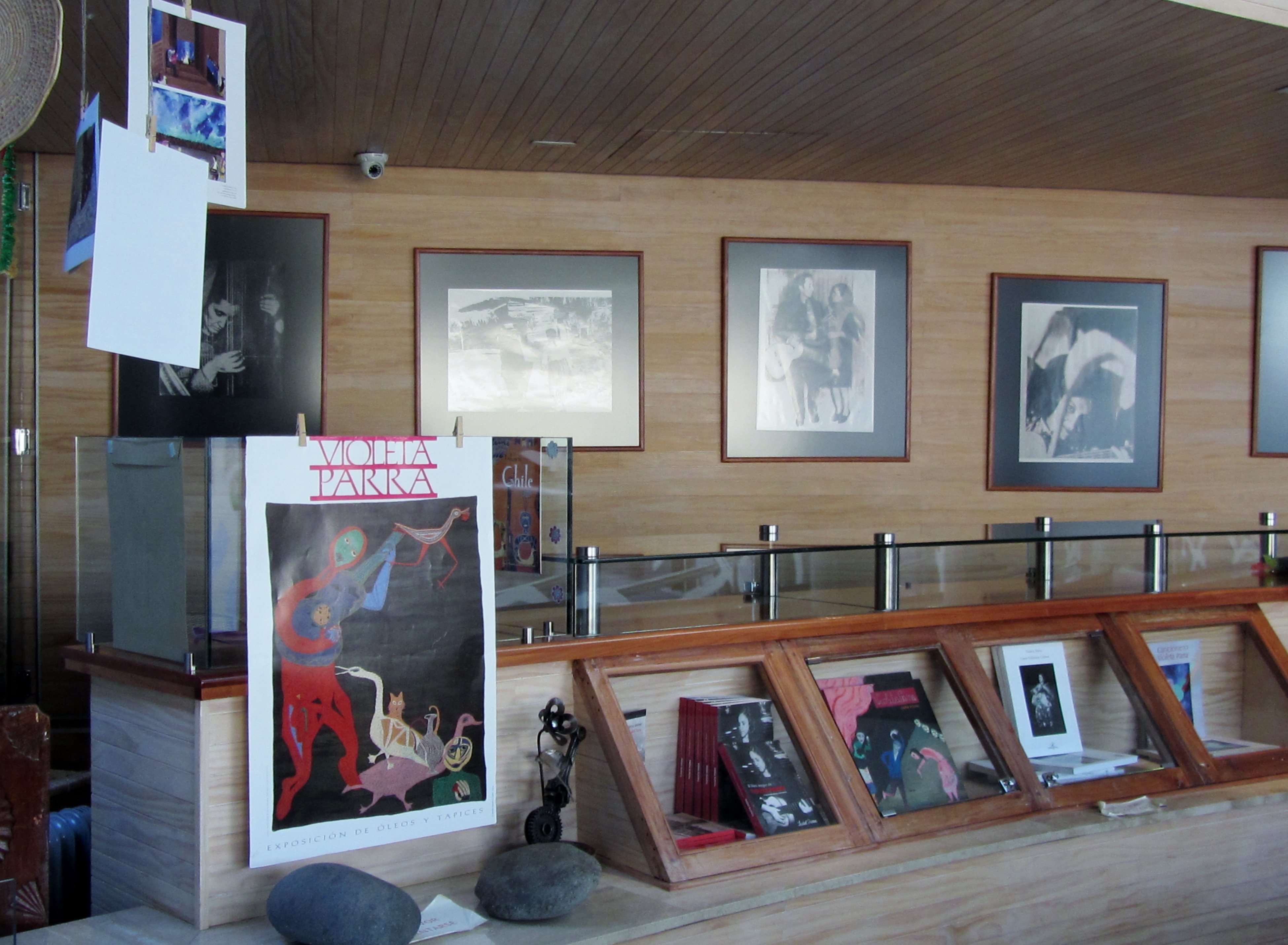
Tienda
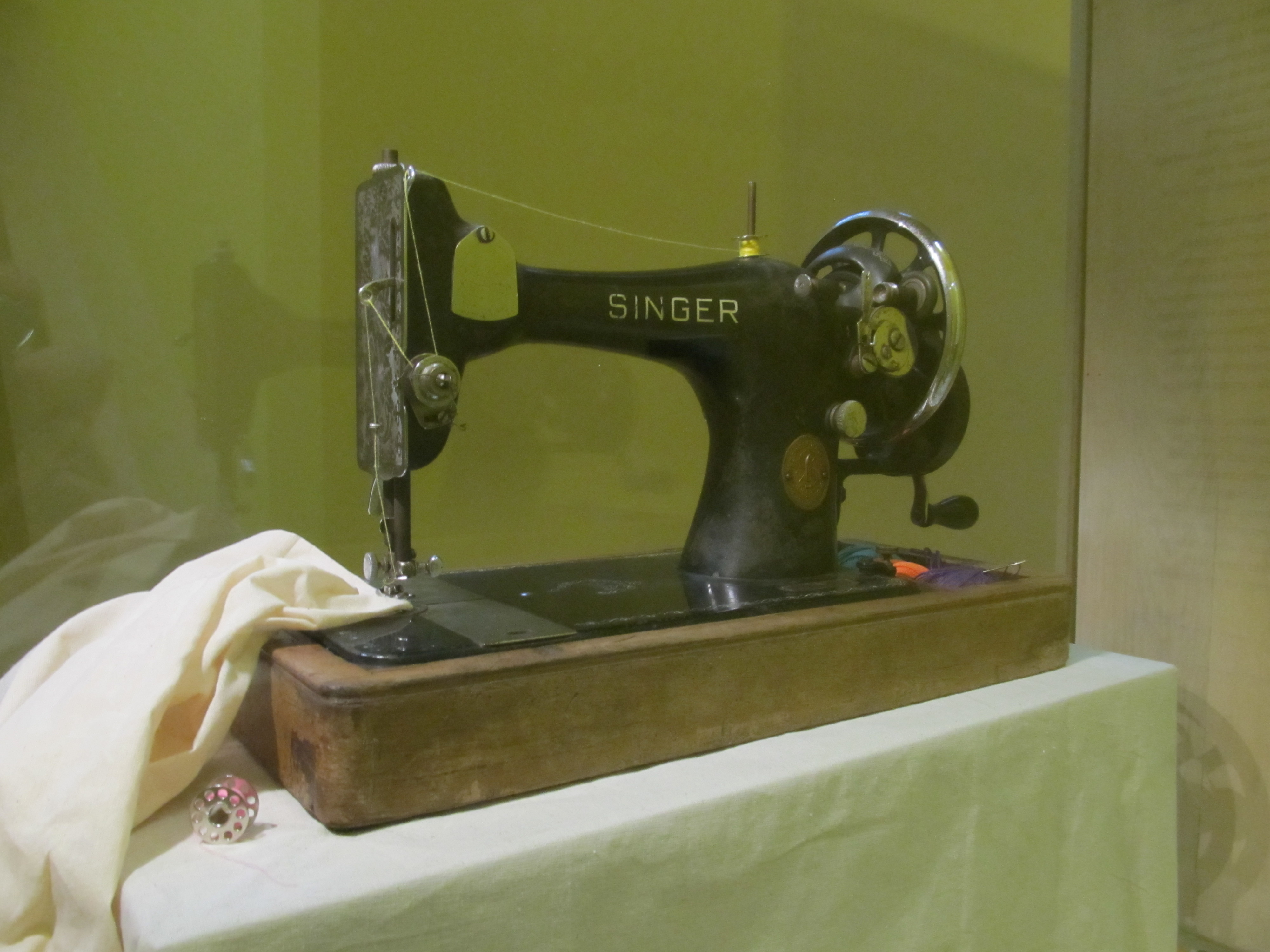
Máquina Singer para las telas bordadas
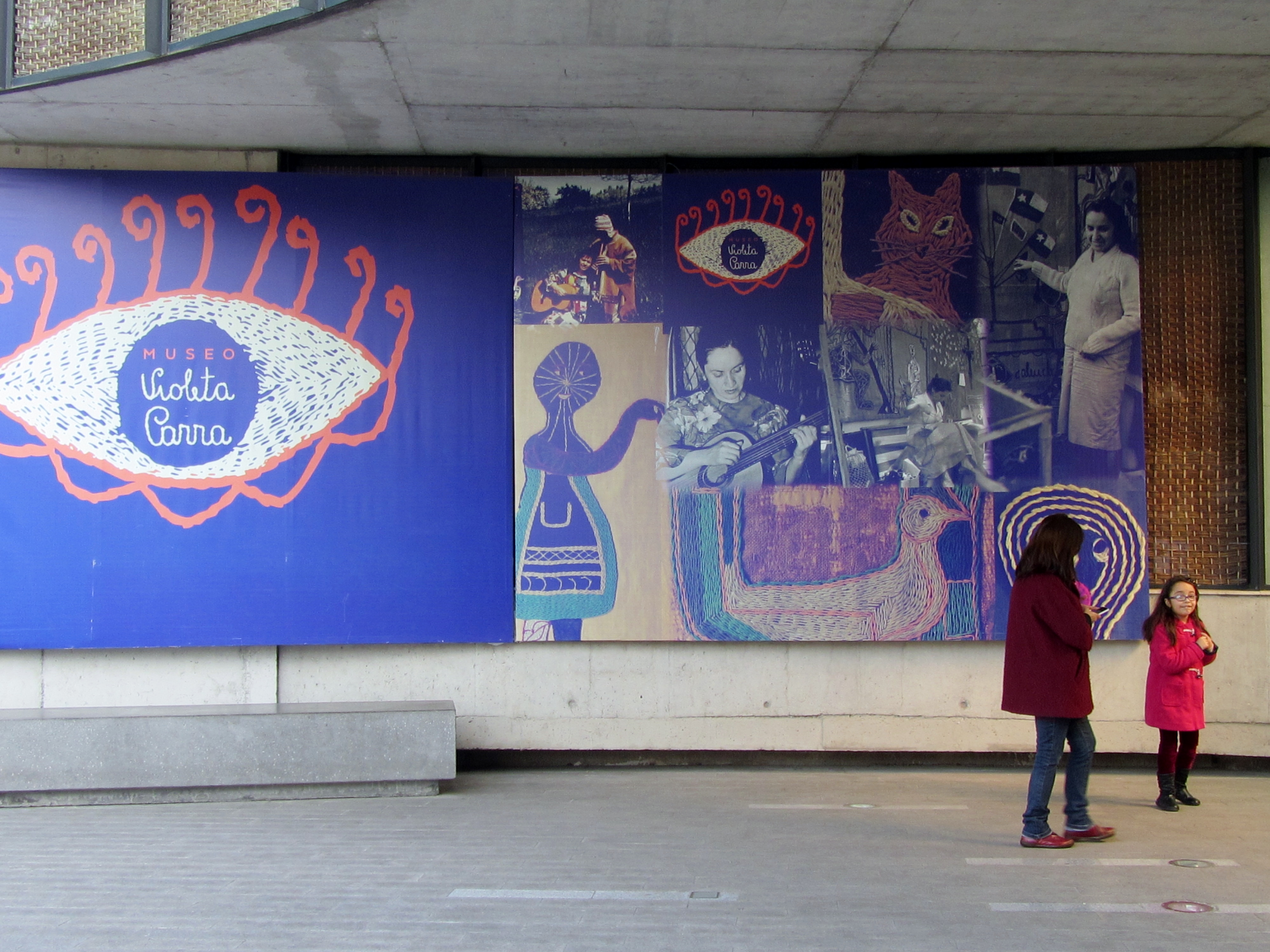
Junto a la entrada
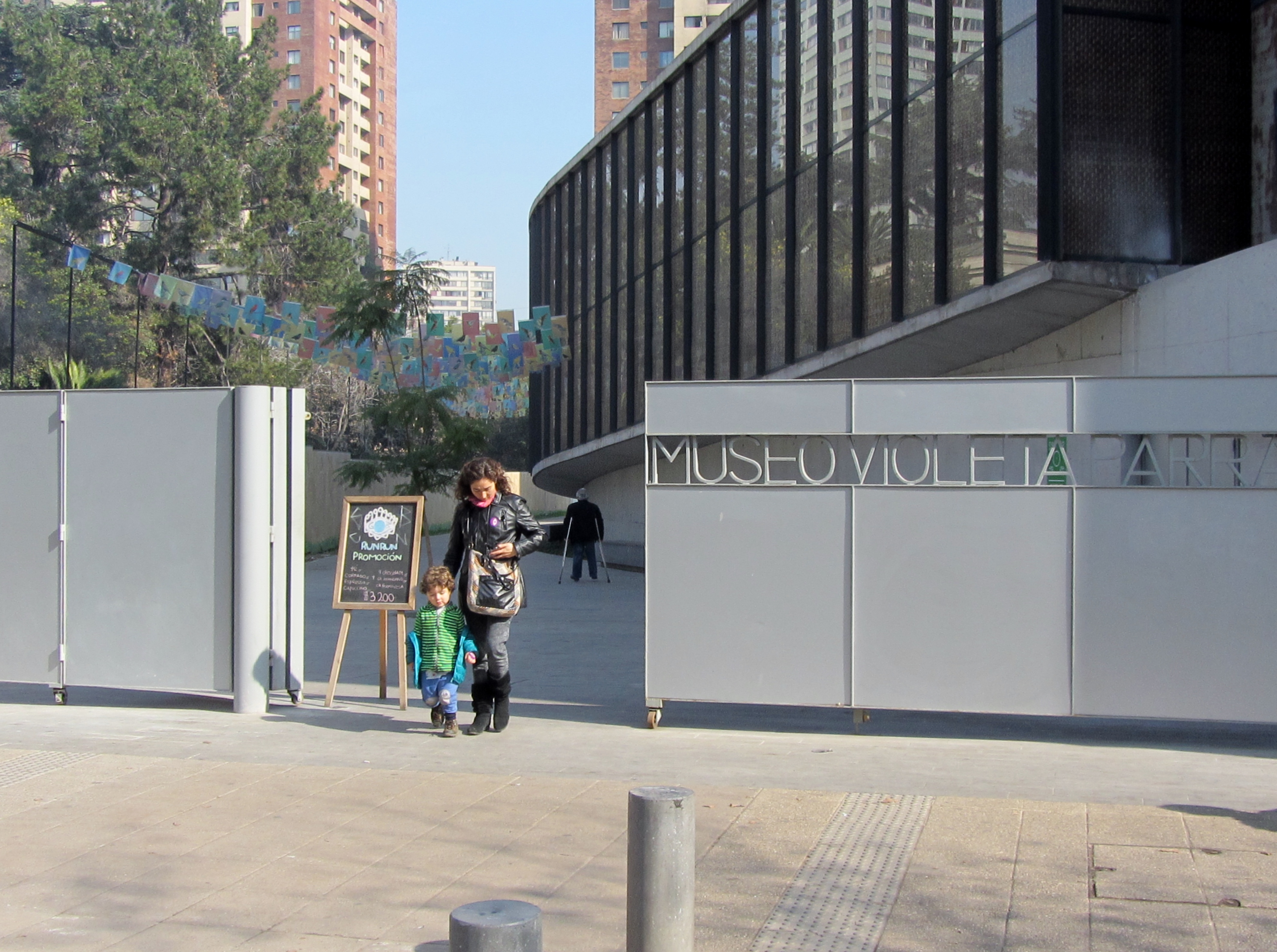
Saliendo del museo
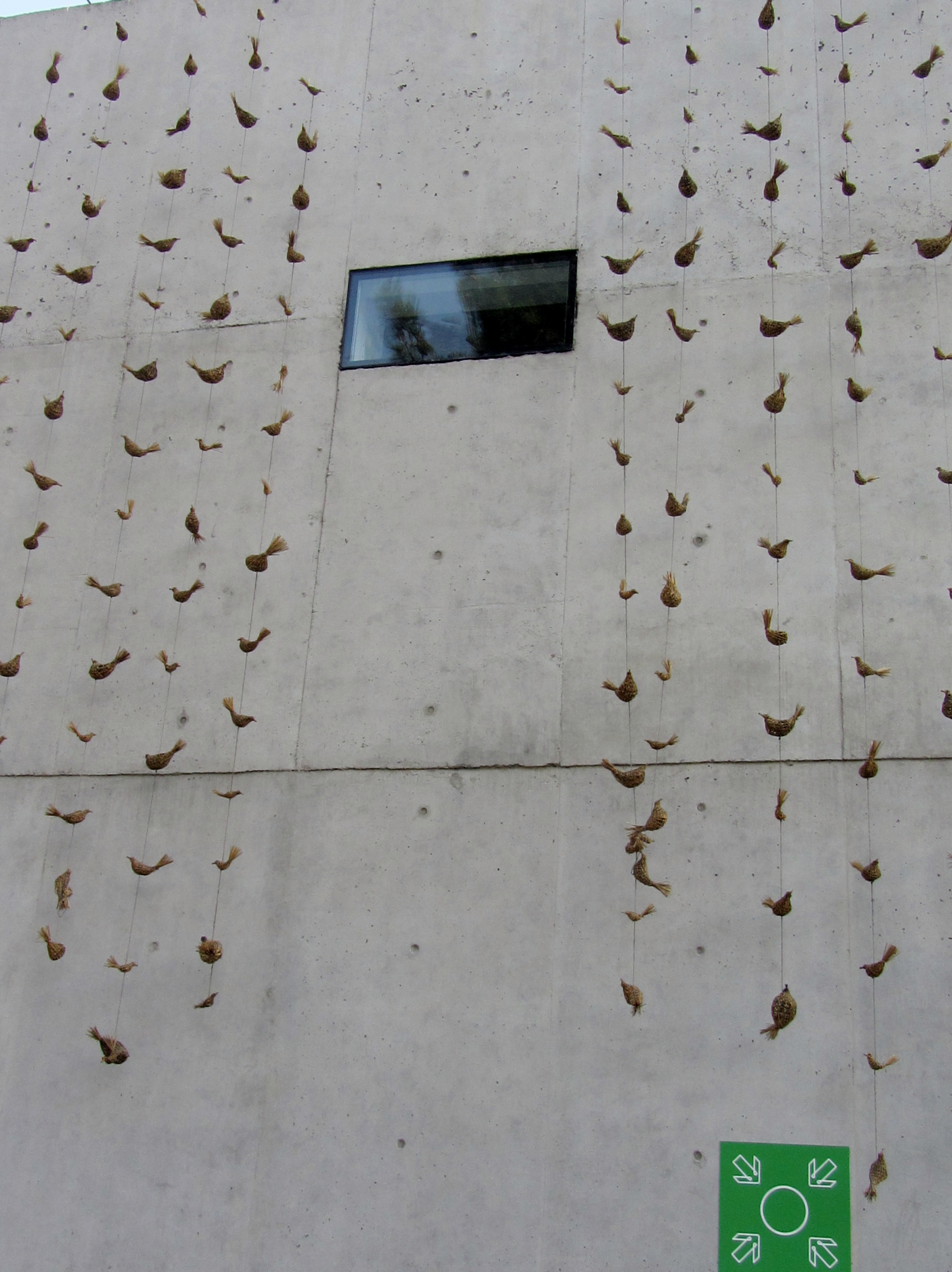
Pajaritos
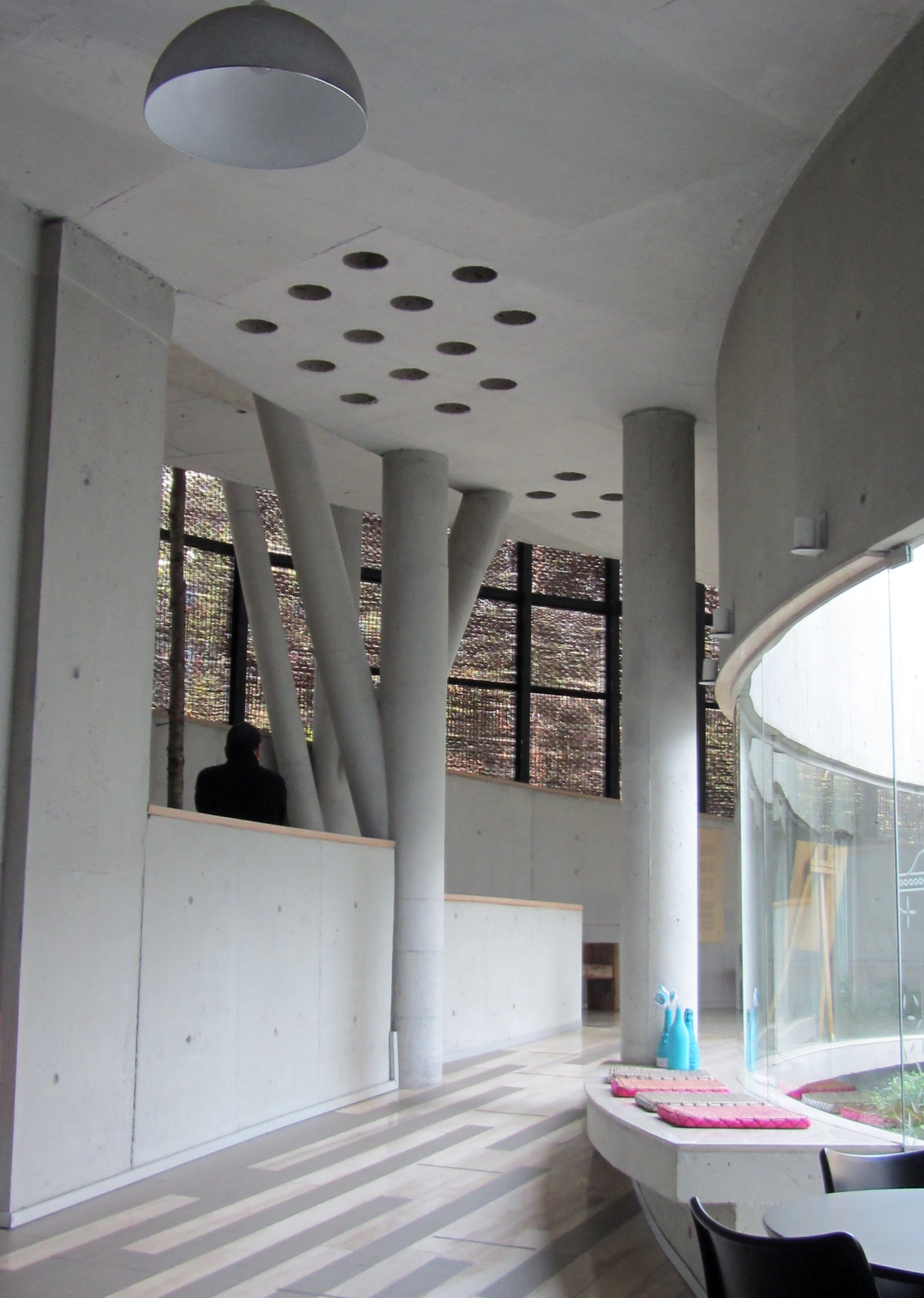
Interior
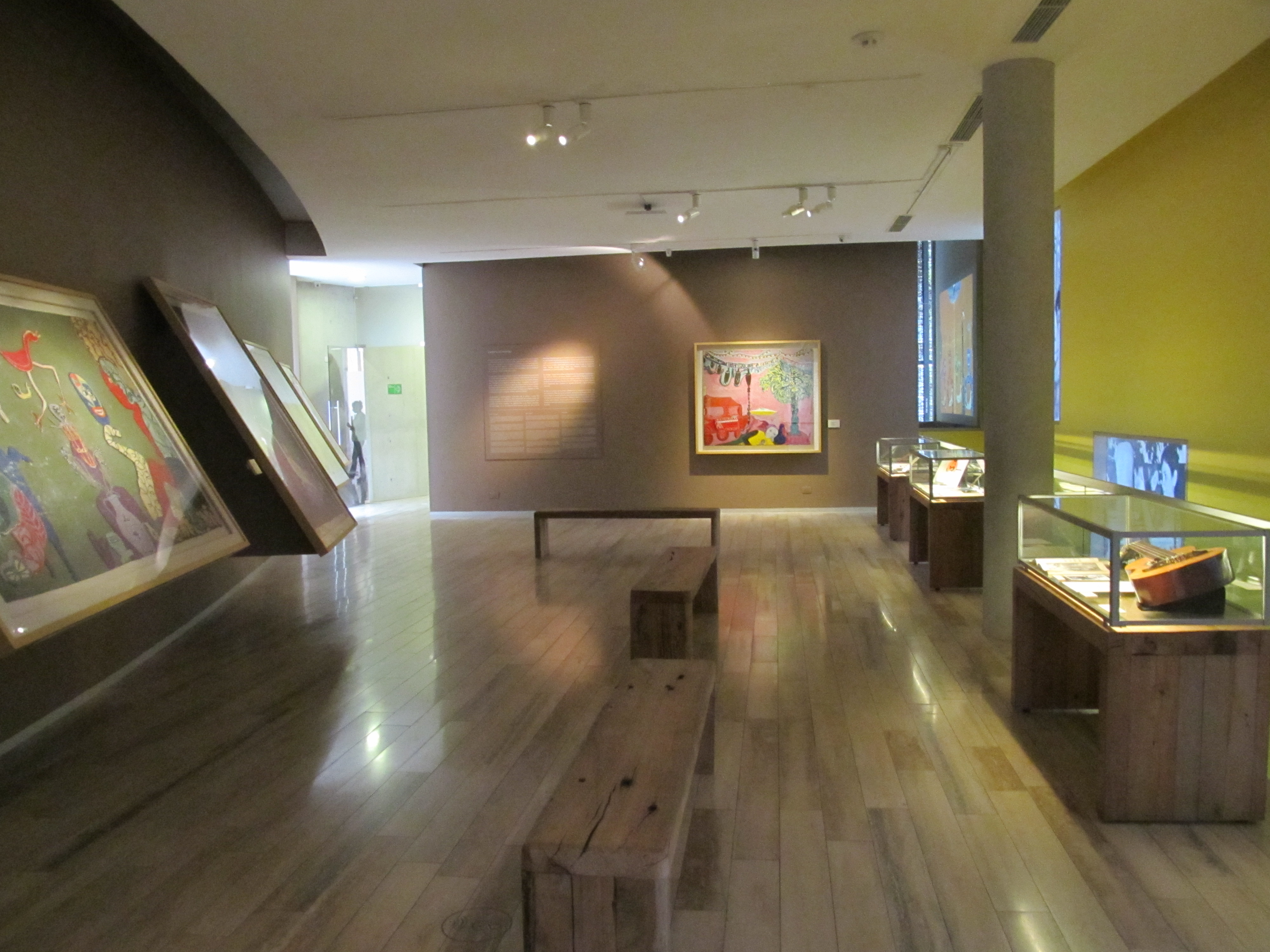
Sala Humana
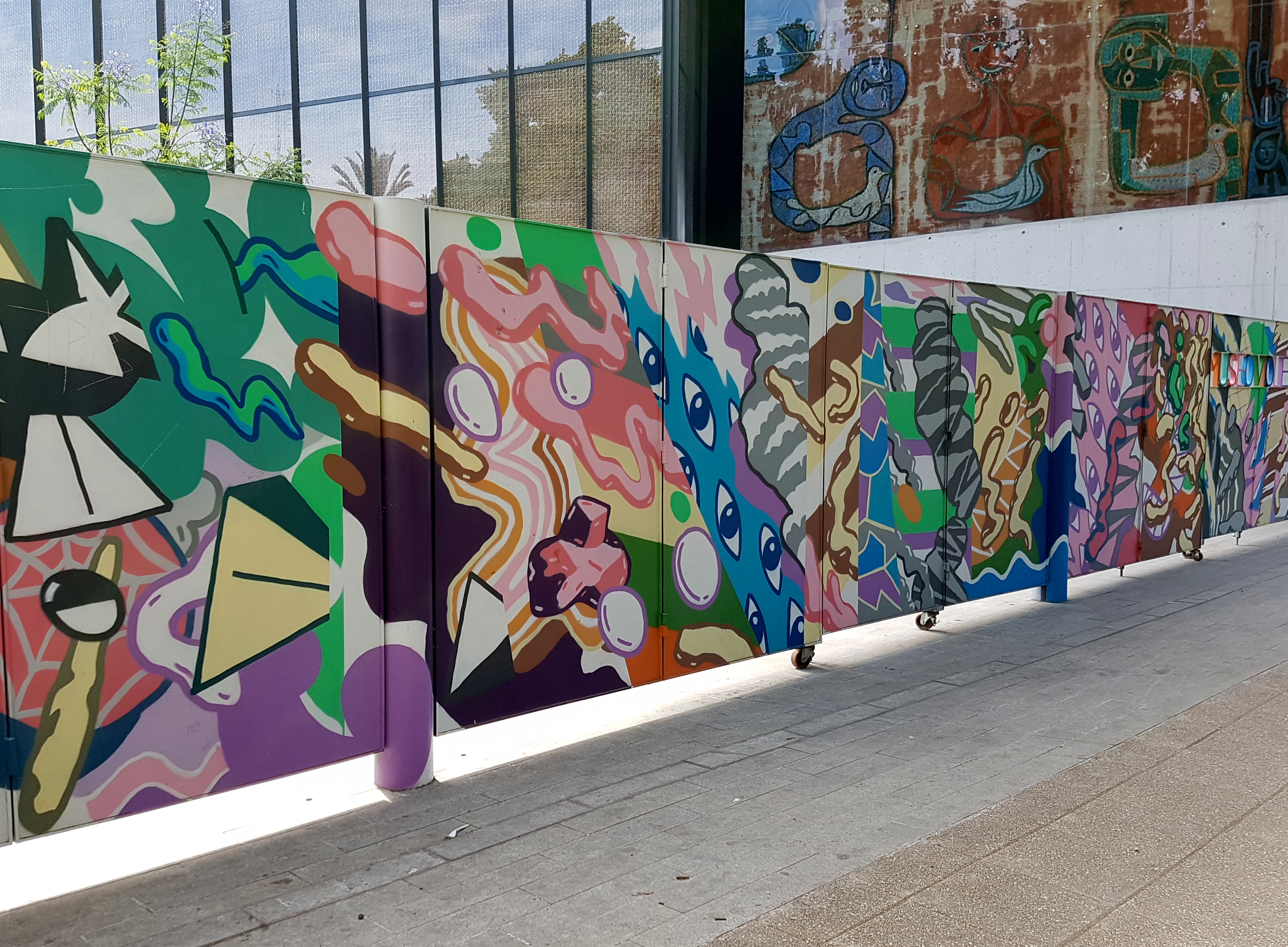
Acceso por Vicuña Mackenna, 2017
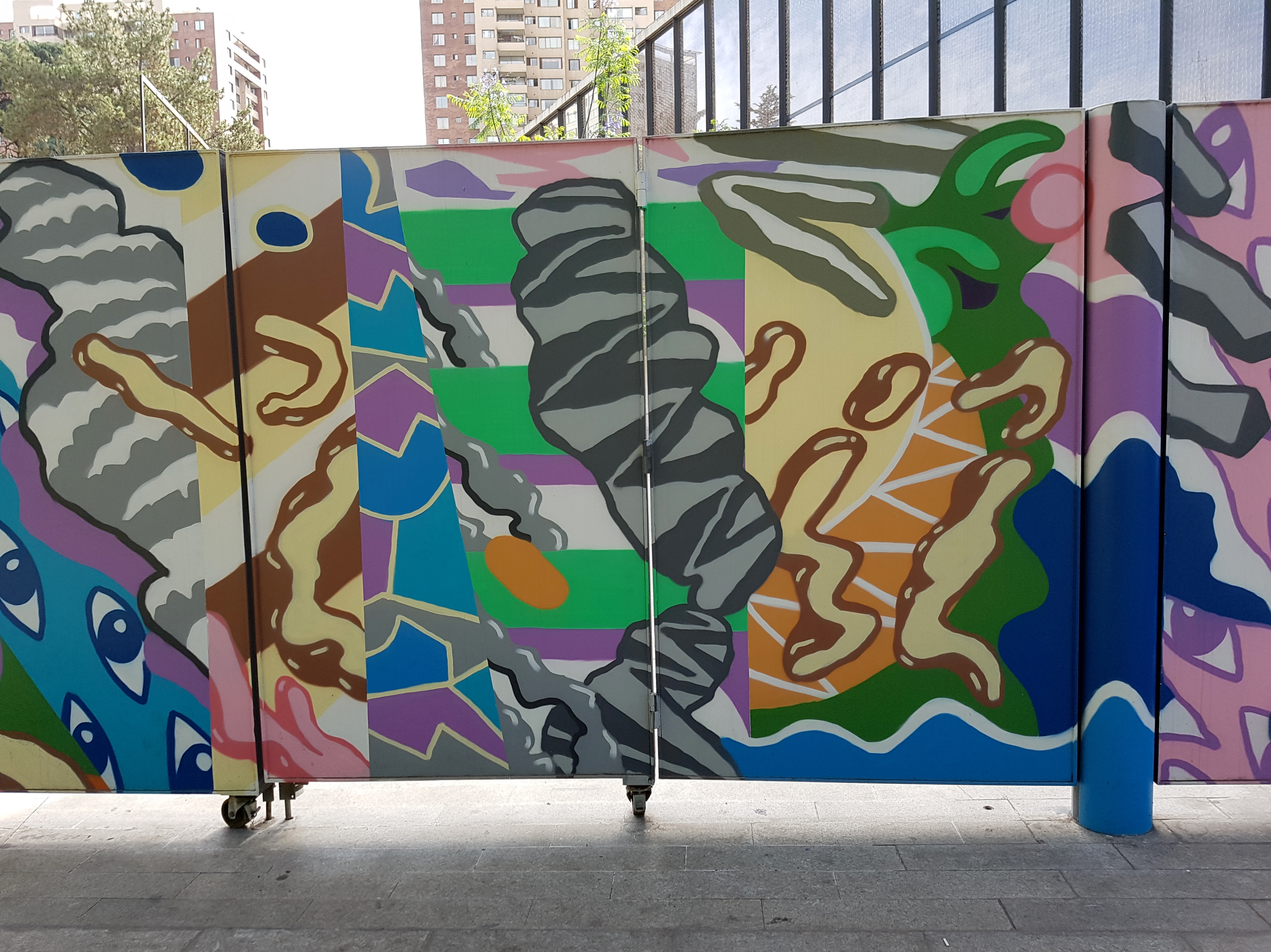
Mural (detalle) de Basco Vazco